# Albert Levame
Albert Levame (* 19. Januar 1881 in Monaco; † 5. Dezember 1958) war ein monegassischer Geistlicher, römisch-katholischer Erzbischof und Diplomat des Heiligen Stuhls.

## Leben
Albert Levame empfing am 21. Mai 1905 das Sakrament der Priesterweihe.
Am 21. Dezember 1933 ernannte ihn Papst Pius XI. zum Titularerzbischof von Chersonesus in Zechia und bestellte ihn zum Apostolischen Nuntius in Guatemala, Honduras und El Salvador. Der Kardinalstaatssekretär Eugenio Pacelli spendete ihm am 4. Februar 1934 die Bischofsweihe; Mitkonsekratoren waren der Kurienerzbischof Giuseppe Pizzardo, und der Präsident der Päpstlichen Diplomatenakademie, Kurienerzbischof Giovanni Maria Zonghi.
Am 12. November 1939 wurde Albert Levame Apostolischer Nuntius in Uruguay. Papst Pius XII. ernannte ihn am 3. Oktober 1949 zum Apostolischen Internuntius in Ägypten. Am 16. Juni 1954 wurde Levame Apostolischer Nuntius in Irland.